# Metal Gear Solid 3: Snake Eater
Metal Gear Solid 3: Snake Eater [ˈmetl ɡɪə ˈsɒlɪd θriː sneɪk ˈiːtə] ist ein Computerspiel für die PlayStation-2-Plattform mit Action- und Stealth-Shooter-Spielelementen, das von Hideo Kojima erdacht und von Konami entwickelt wurde. Es erschien erstmals 2004 (Japan, USA) und kam 2005 nach Europa. Das Spiel enthält zahlreiche neue Gameplay-Elemente und wurde häufig von der Fachpresse für seine grafische Umsetzung, seine Handlung und die musikalische Gestaltung gelobt. Das Spiel wurde weltweit über vier Millionen Mal verkauft.
Im Jahr 2025 wird mit Metal Gear Solid Delta: Snake Eater ein Remake des Spiels veröffentlicht.

## Handlung
In diesem MGS-Titel steuert man nicht den Protagonisten der früheren Spiele, Solid Snake, sondern seinen genetischen Vater, der unter dem Codenamen Naked Snake in den 1960er Jahren während des Kalten Krieges in die Sowjetunion geschickt wird. Snake soll dort einen sowjetischen Wissenschaftler treffen, welcher einen Panzer, den Shagohod, als mobile, nukleare Raketen-Abschussplattform entwickelt, und ihm zum Überlauf verhelfen. Diese Mission wird schlussendlich durch Snakes frühere Mentorin, The Boss, sabotiert, welche auf Seite des GRU-Oberst Volgin übergelaufen ist. Dieser ist im alleinigen Besitz von Informationen zu einer enormen, auf mehrere Banken verteilten Geldsumme, die von einer internationalen, kriegstreibenden Verschwörung während des Zweiten Weltkrieges angesammelt wurde; The Boss selbst hat sich ihm angeschlossen, um damit dieser Verschwörung zu schaden. Volgin nimmt den Wissenschaftler und den unfertigen Shagohod in Gewahrsam und sprengt mit einer Davy-Crockett-Kernwaffe, die The Boss ihm zuvor als Beweis für ihren Überlauf übergab, die betreffende, sowjetische Forschungsanlage.
Dieser Angriff wird von der Sowjetunion den Vereinigten Staaten zugeschrieben. Um die Situation zu deeskalieren, übernimmt die CIA die Liquidierung von The Boss und dem abtrünnigen Volgin. Damit wird wieder Snake beauftragt, der seine letzte Mission mit leichten Verletzungen überleben konnte. Unterstützt wird er dabei von der vermeintlichen KGB-Agentin EVA, die sich unter dem Namen Tatyana als Liebhaberin Volgins verdeckt hält; tatsächlich ist sie von der chinesischen Volksbefreiungsarmee auf Volgins Geld angesetzt worden. Snake infiltriert die Basis Volgins, tötet der Reihe nach dessen Gefolgsleute und wird beim Treffen auf Volgin gefangen genommen. Im Laufe der darauffolgenden Folterung verliert Snake sein rechtes Auge, worauf er eingekerkert zurückgelassen wird. Er kann sich befreien und schließlich mit EVAs Unterstützung Volgin töten. Später trifft er auf The Boss, die ihre Handlungen begründet und von ihrer kriegerischen Vergangenheit erzählt. Es stellt sich heraus, dass sie nicht zur Sowjetunion übergelaufen ist, sondern als Doppelagentin nach wie vor im Auftrag der US-Regierung handelt. Sie sollte sich in Volgins Stab einschleichen, um an das Erbe der Philosophen heranzukommen. Als Beweis ihrer neuen Loyalität übergab sie ihm zwei nukleare Sprengköpfe. Als Volgin jedoch einen davon einsetzte, musste The Boss die Verantwortung dafür übernehmen, um die USA von der Schuld zu entlasten und die Gefahr eines nuklearen Konflikts abzuwenden. Am Ende des darauffolgenden Gefechts wird sie von Snake auf ihren eigenen Wunsch hin getötet. Dieser Kampf sollte gleichzeitig der finale Test für Snake als Nachfolger von The Boss sein. Nach Abschluss der Mission erhält er von der amerikanischen Regierung den Ehrentitel Big Boss.

### Endgegner
In Metal Gear Solid 3: Snake Eater kommen insgesamt acht Endgegner vor. Von jedem kann seine Uniform erbeutet werden; dafür darf man den Endgegner jedoch keinesfalls besiegen, indem man ihn tötet.
Ocelot
Der hier noch junge Revolverheld Ocelot ist schon aus den zwei Vorgängern bekannt. Er ist der Anführer einer Spezialeinheit und ist für seine fast perfekte Handhabung mit seinen Revolvern bekannt. Jedoch benutzt er am Anfang eine normale Halbautomatische Pistole, benutzt aber später im Spiel einen Revolver, nachdem Snake ihm den Tipp gibt.
The Pain
The Pain ist ein Mitglied der Cobra-Einheit von The Boss. Er ist Herr über alle Hornissen, Bienen und Wespen im ganzen Spiel. Er besitzt ein großes Wespennest auf dem Rücken, in dem seine „gezähmten“ Insekten wohnen. Er kann problemlos mit ihnen kommunizieren. Wenn man ihn betäubt, erhält man einen Tarnanzug, mit dem man von Wespen ignoriert wird, auch wenn man ihr Nest zerstört. Außerdem kann man seinen eigenen Wespenkorb bekommen, wenn man vor dem Kampf ein normales Wespennest auf das Plateau, auf dem The Pain steht, wirft und es später zurückholt.
The Fear
Ein weiteres Mitglied der Cobra-Einheit. Er besitzt eine Armbrust mit Gift- und Explosivpfeilen und einen Tarnanzug, der ihn nahezu unsichtbar macht und lediglich mit dem Wärmebildgerät gesehen werden kann. Weiterhin ist er ein Schlangenmensch und kann mit Leichtigkeit Bäume hochklettern. Wenn man Ihn betäubt, erhält man seinen Tarnanzug, mit dem man einen Tarnindex von 80 % erhält, jedoch zieht der Anzug auf Dauer Ausdauer ab.
The End
The End ist ein über 100 Jahre alter Mann mit herausragenden Tarn- und Scharfschützenfähigkeiten. Er wirkt anfangs des Spiels recht harmlos, da er ständig schlafend im Rollstuhl sitzt und kaum mal ein Wort sagt. Trifft man jedoch im Kampf auf ihn, entwickelt er durch Fotosynthese ungeheure Kräfte und Ausdauer. Er ist, wie es sich für einen Scharfschützen gehört, ein sehr geduldiger Genosse. Nebst der Möglichkeit ihn zu erschießen, kann man sich sein extrem hohes Alter zu Nutze machen: Versteckt man sich einige Minuten lang, schläft er ein. Macht man eine Woche lang Spielpause bzw. stellt die Systemuhr der Konsole um die entsprechende Zeit vor, stirbt er an Altersschwäche.
The Fury
Dieses Mitglied ist ein ehemaliger Kosmonaut, welcher bei einer Weltraummission verunglückte und schwere Brandwunden erlitt, welche ihn seitdem quälen. Im Spiel steht er Snake mit einem Flammenwerfer und einem Raketenrucksack gegenüber, welche ihn zu einem gefährlichen Gegner machen. Jedoch ist er durch seine schwere Ausrüstung am Boden sehr langsam und unbeweglich, was ihm bei Nahkämpfen zum Verhängnis werden kann.
The Sorrow
The Sorrow war ein ehemaliges Mitglied der Cobra-Einheit, welcher die Fähigkeit besaß, mit toten Menschen zu kommunizieren. 1962 wurde er von The Boss während einer Mission getötet. Er kann in mehreren Zwischensequenzen entdeckt werden, wenn man mit in die Egoperspektive wechselt. Trifft man im Kampf auf ihn, schickt er alle Soldaten auf einen los, die man im Spielverlauf getötet hat, und wirft Schallwellen, die Albträume verursachen. Jegliche Art von Attacke ist nutzlos, da er bereits tot ist.
Volgin
Yevgeny Borisovitch Volgin, auch bekannt als Boris Volgin, Volgin und Thunderbolt, ist ein GRU-Oberst und Hauptantagonist des Spiels. Er ist in der Lage, bis zu zehn Millionen Volt mit seinem Körper abzugeben. Sein Vater hat das Erbe der Philosophen während des Zweiten Weltkriegs gestohlen, welches er nun „verwaltet“. Er steuert im Endkampf auch den Shagohod.
The Joy
Besser bekannt unter dem Namen „The Boss“, ist sie die Anführerin der Cobra-Einheit. Sie war Snakes Mentorin und hat mit ihm gemeinsam die Nahkampftechnik CQC entwickelt. Sie ist eine ausgezeichnete Kämpferin, welche sich durch Schnelligkeit, Beweglichkeit und effektive CQC-Attacken auszeichnet. Später erfährt man, dass sie und The Sorrow ein Paar waren und Ocelot ihr gemeinsamer Sohn ist. Das erfährt man, wenn man an einem bestimmten Punkt in der Story Eva kontaktiert. Sie erzählt, dass Ocelot während einer großen Schlacht mitten auf dem Schlachtfeld geboren wurde, seine Mutter eine schlangenförmige Narbe auf ihrem Bauch hat, und sein Vater tot wäre. Am Schluss der Story erzählt The Boss außerdem wie sie The Sorrow tötete, auf dem Schlachtfeld ihren Sohn gebar, und sie zeigt die schlangenförmige Narbe auf ihrem Körper.

## Spielprinzip
Die meiste Zeit verbringt Snake schleichend im Dschungel, was sich im Gameplay niederschlägt: So wurde eine neue Anzeige unter den Trefferpunkten eingeführt: Die Stamina-Leiste (Ausdauer). Diese zeigt an, wie viel Ausdauer der Protagonist noch hat. Schwindet sie zu sehr, verlangsamt sich die Heilung von davongetragenen Wunden, der Magen beginnt zu knurren und die Hände beginnen zu zittern, wodurch genaues Zielen erschwert wird. Um diese Leiste wieder aufzufüllen, muss sich Snake im Dschungel Tiere fangen. Getötete Tiere können nur eine begrenzte Zeit im Inventar des Spielers aufbewahrt werden. Es stehen drei Käfige zur Verfügung, in denen Snake kleinere Tiere lebendig fangen kann. Alternativ kann Snake auch Früchte, Pilze und ähnliches zu sich nehmen, wobei einige davon giftig sind und der Verzehr sich auf seine Gesundheit auswirken kann. Nahrungsmittel erhöhen bei Einnahme nur Snakes Ausdauer; seine Gesundheitsleiste regeneriert sich nach einiger Zeit von selbst, was jedoch schneller der Fall ist, wenn er sich in eine liegende Position begibt und seine Ausdauerleiste gefüllt ist.
Im Dschungel kann Snake schnell verletzt werden, beispielsweise bei einem Feuergefecht. Hiervon kann er Schnitt- und Schusswunden davontragen, welche dann über die Heilmittel-Anzeige ausgewählt und mit passenden Utensilien (Verband, Schiene, Messer, …) behandelt werden müssen. Fällt er tief, so kann er sich auch unter anderem schwere Knochenbrüche zufügen. Verletzungen werden in der Lebensanzeige als rote Bereiche angezeigt und werden durch die normale Heilung nur sehr langsam wiederhergestellt. Außerdem zehren dauerhafte unbehandelte Verletzungen an seiner Ausdauer, was die Stamina-Anzeige schneller leert.
Ein weiterer neuer Bereich ist das Tarnen. In vorhergehenden Ablegern der Serie besaß der Protagonist meist nur eine Uniform, die sich nie änderte. Im Dschungel dagegen muss Snake sich nun tarnen, um möglichst schlecht für den Feind sichtbar zu sein. Dazu stehen ihm verschiedene Uniformen und Gesichtsbemalungen zur Verfügung, die je nach Umgebung taktisch korrekt eingesetzt werden müssen (z. B. grünes Flecktarn im Dschungel, Braun oder Schwarz in Höhlen usw.), um ihren Tarneffekt nutzen zu können. Daneben können auch besondere Tarnungen in bestimmten Situationen im Spiel erlangt werden, indem man z. B. die Ausdauerleiste eines Endgegners leert, also den Endgegner mit einer Betäubungswaffe besiegt, anstelle von einer normalen Waffe. So erhält man zum Beispiel – wenn man den Endgegner The Fury, einen rachedürstenden Mann mit Flammenwerfer und Raumanzug, betäubt – einen feuerfesten Tarnanzug. Nach demselben Prinzip bekommt man von anderen Endgegner jeweils einen Anzug, mit dem man Hornissen steuern kann, einen Anzug, mit dem man in der Sonne Leben regeneriert, einem Anzug, mit dem man Ausdauer der Feinde abziehen kann und noch weitere. Zusätzlich konnten per Internet auch noch weitere vom Konami-Server geladen werden.
Die aktuelle Qualität der Tarnung wird als „Tarnindex“ im HUD in Prozent angezeigt, wobei 100 % der höchste Wert ist.
- Im ganzen Spiel sind sog. Kerotan versteckt. Dabei handelt es sich um Spielzeug-Frösche, die in diversen Metal-Gear-Spielen vorkommen. Schießt man auf sie, geben sie ein lautes Quaken von sich. Findet und beschießt man alle im Spiel versteckten Kerotan, erhält man nach Spielende die Stealth-Tarnuniform.
- Bei sehr seltenen Gelegenheiten im Spiel kann man eine Tsuchinoku finden, dabei handelt es sich um ein schlangenähnliches Fabeltier aus der japanischen Sage. Fängt man sie lebendig und behält sie bis zum Ende des Spiels im Inventar, erhält man nach dem Durchspielen die Unendlichkeits-Gesichtsbemalung, welche unbegrenzte Munition für die ausgerüstete Waffe gewährt.
- Der u. U. sehr lange Bosskampf gegen The End lässt sich neben der o. g. Möglichkeit der Spielpause auch komplett vermeiden, indem man ihn während einer Zwischensequenz aus der Ferne erschießt. Daraufhin kommt es allerdings nicht mehr zum eigentlichen Kampf, was auch die Erbeutung seiner Tarnuniform unmöglich macht.
- Erschießt man Ocelot nach dem ersten Kampf, endet das Spiel automatisch mit „Game Over“. Eine solche Handlung hätte ein Zeitparadoxon zur Folge, da Ocelot in der Handlung der späteren Teile der Reihe eine zentrale Rolle spielt, worauf man denn auch in Form einer empörten Tirade von Oberst Campbell, der sich aus der Zukunft meldet, hingewiesen wird.
- Speichert man unmittelbar nach der Folter durch Volgin, beendet das Spiel und schaltet die Konsole aus, findet man sich beim nächsten Laden des Spielstands in einem spielbaren Albtraum wieder. Man spielt nun nicht mehr Snake, sondern einen unbekannten Charakter, der sich durch Wellen von Untoten und Monstern kämpft. Diese „Guy Savage“ genannte und vom Gameplay her der Devil-May-Cry-Reihe sehr ähnliche Sequenz diente quasi als Demo für ein letztendlich nicht mehr veröffentlichtes Hack-and-Slay-Spiel von Konami.
- Im Verlauf des Spiels trifft man auf einen gewissen Major Ivan Raidenovich Raikov, dessen Uniform der Spieler stiehlt und zur Infiltration einer Basis benutzt. Dieser sieht dem Protagonisten Raiden aus Sons of Liberty zum Verwechseln ähnlich und hat scheinbar eine homosexuelle Beziehung zum Hauptantagonisten Volgin. Tatsächlich ist Raikov eine Parodie auf Raiden, der vor allem bei den westlichen Fans der Reihe unbeliebt war. Das Patronym Raidenovich deutet darauf hin, dass sein Vater den Namen Raiden getragen haben könnte. Außerdem hängt in seinem Spind ein Poster von Raiden.[2]

## Entwicklungs- und Veröffentlichungsgeschichte

### Metal Gear Solid 3: Subsistence
MGS 3: Subsistence [səˈbsɪstəns] ist eine überarbeitete Ausgabe von Snake Eater.
- Die erste DVD (Name: Subsistence) enthält dabei das ursprüngliche Spiel, welches um einen höheren Schwierigkeitsgrad, einen frei einstellbaren Betrachtungswinkel des Spielgeschehens und den sogenannten Duellmodus erweitert wurde; in Letzterem kann der Spieler direkt in einen Kampf gegen einen der Bossgegner des Spiels einsteigen.
- Die zweite DVD (Name: Persistence) enthält die größte Neuerung: Im Online-Modus (Metal Gear Online) konnten maximal acht Leute gleichzeitig gegeneinander antreten. Die für diesen Modus nötigen Server wurden bei Erscheinen von Metal Gear Solid 4: Guns of the Patriots, welches Metal Gear Online 2 beinhaltet, von Konami abgestellt. Außerdem finden sich noch zusätzliche Spaß-Szenen auf der DVD, welche die Handlung parodieren (Secret Theatre), sowie angepasste Versionen der ersten beiden Spiele der ursprünglichen Metal-Gear-Serie: Metal Gear und Metal Gear 2: Solid Snake für den MSX-Computer. Außerdem gibt es einen, nicht ganz ernst gemeinten Modus namens „Snake vs. Apes“, indem man mit Solid Snake unter Zeitdruck auf Affenjagd geht.
- Die dritte DVD (Name: Existence), die außerhalb Europas lediglich auf einer limitierten Fassung erschien, enthält alle Zwischensequenzen des Spiels, die mit neuen Szenen zu einem eigenständigen Film zusammengeschnitten wurden. Laut Hideo Kojima ist dies für die Leute gedacht, denen das Spiel zu schwer war und die deswegen niemals das Ende gesehen haben.

### Metal Gear Solid: Snake Eater 3D
Snake Eater 3D ist eine Portierung von Metal Gear Solid 3 für den Nintendo 3DS. Diese nutzt das stereoskopische Display für 3D-Darstellung sowie den Touchscreen zum Anzeigen von Informationen, wie z. B. einer Karte oder zum Schnellzugriff auf z. B. Rucksack und Funkgerät. Außerdem ist es möglich mit den Kameras des 3DS Muster für Tarnungen zu fotografieren. Die Kerotan wurden aus dem Spiel entfernt und, da es sich um ein Nintendo-Spiel handelt, durch Yoshis ersetzt.

### HD Remaster & Remake
Snake Eater wurde in seiner erweiterten Form ebenfalls als Teil der 2012 für Playstation 3 und Xbox 360 veröffentlichten Metal Gear Solid HD-Collection wiederveröffentlicht, welche neben diesem noch die Ableger Peace Walker und Substance (erweiterte Version von Sons of Liberty) in überarbeiteter Bild- und Tonqualität beinhalteten. Diese Version beinhaltete allerdings nicht mehr den Online-Modus (die Server waren bereits abgeschaltet), die Minispiele „Snake vs. Apes“, „Guy Savage“ sowie das Secret Theatre.
Darüber hinaus wurde eine komplett auf aktuellem Grafikstandard befindliche Version für den japanischen Pachinko-Spieleautomat angekündigt. Da das Pachinko jedoch keine Arcade-Automat im klassischen Sinne ist, sondern mehr als eine Art Slot-Glücksspielautomat mit Spielethemen zu verstehen ist, handelt es sich dabei nicht um ein vollständig spielbares Remake. Vielmehr beeinflusst das Spielen an der Slotmaschine die Szenerie auf dem Bildschirm.

## Rezeption
Metal Gear Solid 3 erhielt mehrheitlich positive Kritiken (Metacritic: 91 %).

„Großartiges Kino, klasse Soundtrack, packende Story. Aber unter diesem Mantel steckt eine antiquierte Spielmechanik.“